# Özgür Yılmaz
Özgür Yılmaz (Ozgur Yilmaz), (* 3. prosinec 1977, Turecko) je bývalý reprezentant Turecka v judu.
Judo trénoval v Izmiru. Do roku 2004 zápasil ve střední váze. V roce 2009 se krátce ukázal v polotěžké váze.

## Výsledky
| Turnaj             | 1997 | 1998 | 1999 | 2000 | 2001 | 2002 | 2003 | 2004 | 2005 | 2006 | 2007 | 2008 | 2009 |
| ------------------ | ---- | ---- | ---- | ---- | ---- | ---- | ---- | ---- | ---- | ---- | ---- | ---- | ---- |
| Mistrovství světa  | úč.  | -    | dns  | -    | dns  | -    | úč.  | -    | dns  | -    | dns  | -    | dns  |
| Mistrovství Evropy | úč.  | dns  | úč.  | dns  | dns  | úč.  | 3.   | úč.  | dns  | dns  | dns  | dns  | úč.  |
| ME juniorů         | 2.   | -    | -    | -    | -    | -    | -    | -    | -    | -    | -    | -    | -    |